# روكي جاتيلاري
روكي جاتيلاري (بالإنجليزية: Rocky Gattellari)‏ مواليد 6 سبتمبر 1941 في أوبيدو ماميرتينا، إيطاليا، هو ملاكم محترف أسترالي معتزل. شارك في دورة الألعاب الأولمبية الصيفية سنة 1960.

## إحصائيات
خاض خلال مسيرته 25 نزالا، فاز في 21 وتعادل في 1 وخسر في 3. فاز بالضربة القاضية في 12 نزالا.

## روابط خارجية
- روكي جاتيلاري على موقع بوكس ريك (الإنجليزية) (registration required)
- روكي جاتيلاري على موقع أوليمبيديا (الإنجليزية)
- روكي جاتيلاري على موقع اللجنة الأولمبية الأسترالية (الإنجليزية)